# Cyclocephala bella
Cyclocephala bella är en skalbaggsart som beskrevs av S. Endrödi 1969. Cyclocephala bella ingår i släktet Cyclocephala och familjen Dynastidae. Inga underarter finns listade i Catalogue of Life.